# 五色町
五色町（日语：／ Goshiki chō */?）是過去位於日本淡路島中部西岸的一個行政區劃，隸屬兵庫縣；已於2006年2月11日與洲本市合併為新設立的洲本市。

## 歷史
在1889年日本實施町村制時，原本五色町的轄區在當時分屬津名郡都志村、鮎原村、廣石村、鳥飼村、三原郡堺村。其中的都志村先在1924年升格為都志町，1956年這五個行政區劃合併為五色町
；2006年，五色町再與與洲本市合併為現在新設立的洲本市。

## 觀光資源

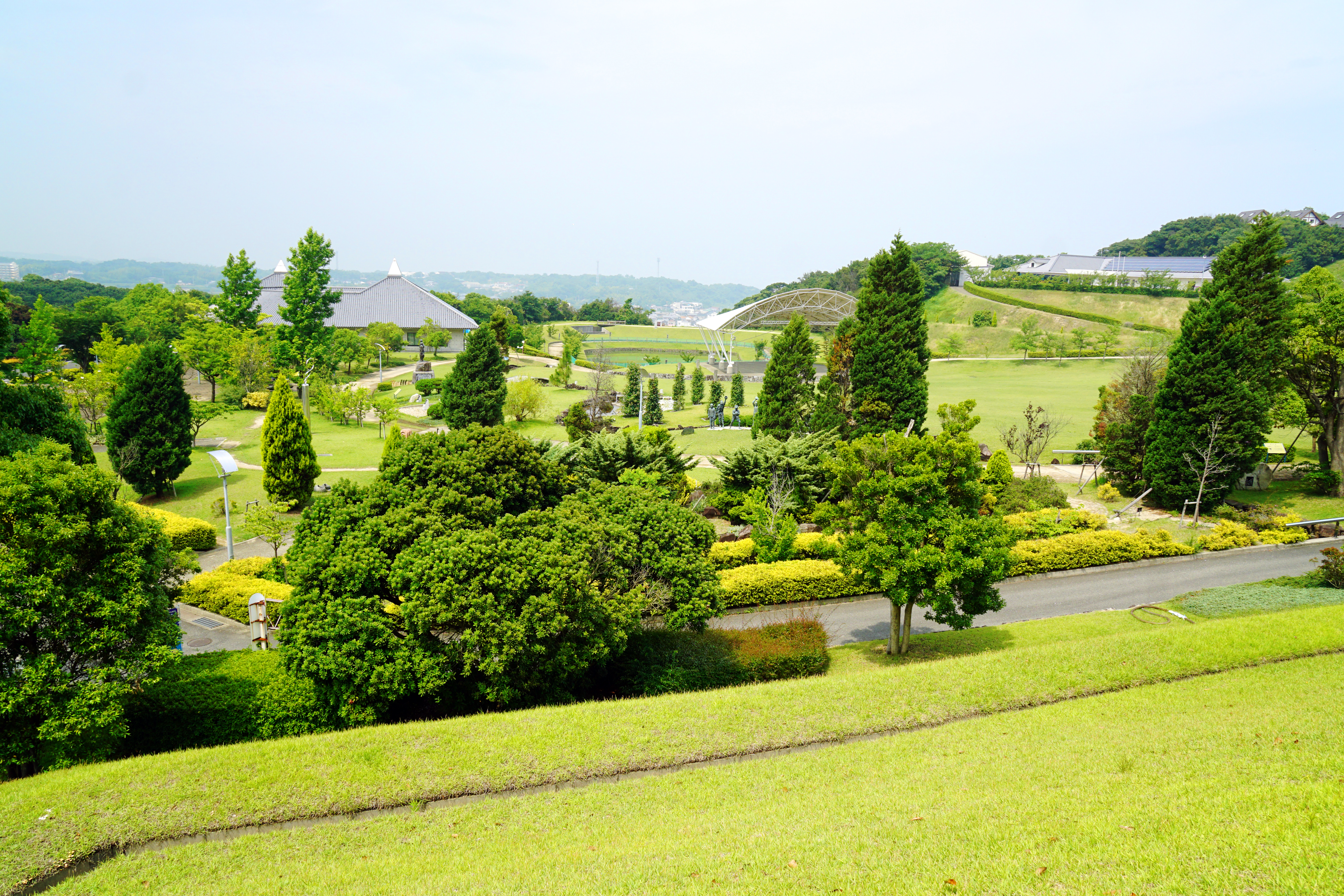
高田屋嘉兵衛公園

- 高田屋嘉兵衛公園（日语：ウェルネスパーク五色・高田屋嘉兵衛公園）
- 高田屋顯彰館・歴史文化資料館（日语：高田屋顕彰館・歴史文化資料館）

## 姊妹、友好城市

### 國內
- 山田村（日语：山田村 (富山県婦負郡)）（富山縣婦負郡）
兩地於1993年5月8日締結為友好都市，但山田村也已於2005年與周邊行政區劃合併為富山市
- 交野市（大阪府）
兩地於1993年5月8日締結為友好都市。

### 海外
- 范沃特郡（美國俄亥俄州）

## 本地出身之名人
- 高田屋嘉兵衛（日语：高田屋嘉兵衛）：江戶時代的商人
- 坂東舜一：企業家、日本航空的創辦人之一
- 阿久悠：作家